# Sulla
Sulla Medik., 1787 è un genere di piante appartenente alla famiglia delle Fabacee.
La specie più nota è la sulla comune (Sulla coronaria) pianta foraggera ampiamente coltivata in Italia, utilizzata anche come pianta mellifera.

## Tassonomia
Il genere comprende le seguenti specie:
- Sulla aculeolata (Munby ex Boiss.) Amirahm. & Kaz.Osaloo
- Sulla carnosa (Desf.) B.H.Choi & H.Ohashi
- Sulla coronaria (L.) B.H.Choi & H.Ohashi
- Sulla flexuosa (L.) Medik.
- Sulla glomerata (F.Dietr.) B.H.Choi & H.Ohashi
- Sulla pallida (Desf.) B.H.Choi & H.Ohashi
- Sulla spinosissima (L.) B.H.Choi & H.Ohashi